# 羅茲多利內 (茲米伊夫市鎮)
49°33′33″N 36°6′42″E / 49.55917°N 36.11167°E
羅茲多利內（烏克蘭語：Роздольне）是位於烏克蘭東部的村莊，由哈爾科夫州丘胡伊夫区的茲米伊夫市鎮負責管轄。該村始建於1689年，面積0.15平方公里，海拔高度151米，2001年人口300，人口密度每平方公里1,960.8人。